# Alexis Jean Fournier

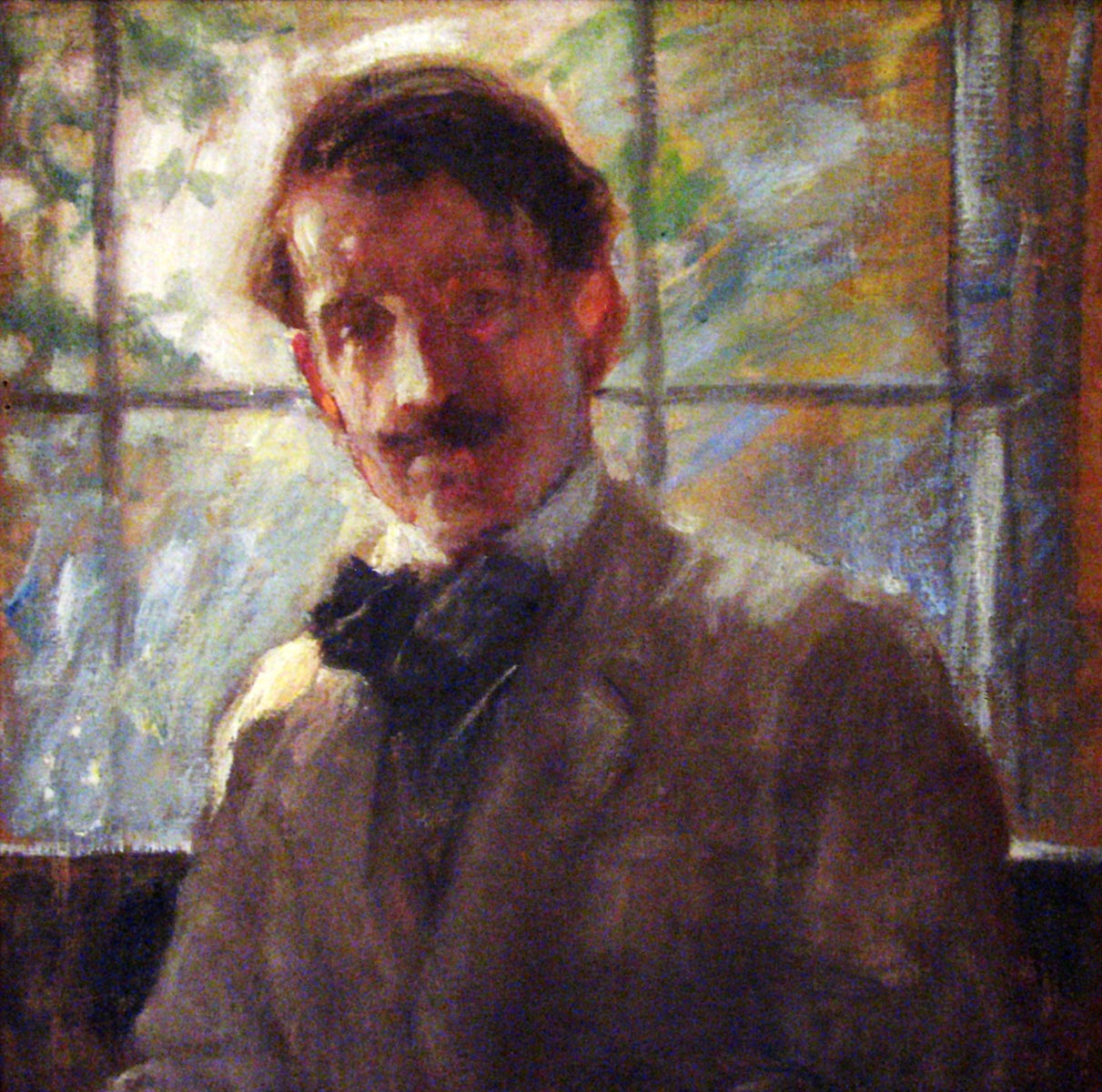
Alexis Jean Fournier por Sandor Leopold Landeau

Alexis Jean Fournier (4 de julio de 1865 - 20 de enero de 1948) fue un pintor estadounidense. Es bien conocido en Minnesota por sus pinturas de los puntos de referencia de las Twin Cities  (Minneapolis y St. Paul), como Farnham's Mill, que fue uno de los primeros molinos establecidos en Minneapolis. Fournier también es conocido más allá de Minnesota como una figura importante en el movimiento Arts and Crafts.

## Comienzos

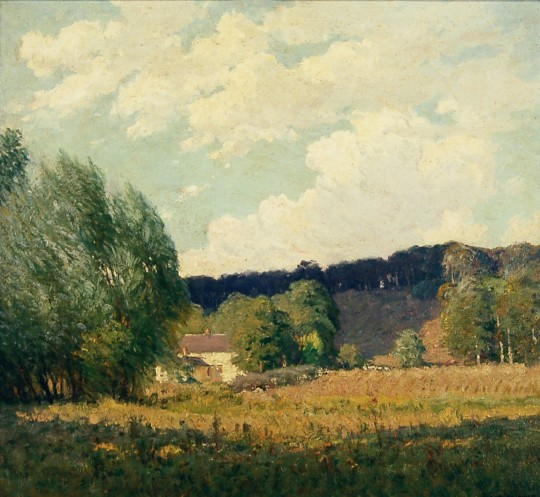
Cloud Shadows. Alexis Jean Fournier

Nacido en St. Paul, Minnesota el 4 de julio de 1865, Fournier fue criado en Wisconsin por sus padres francocanadienses. En 1879, a la edad de catorce años, Fournier se trasladó a Minneapolis. Fournier encontró trabajo pintando letreros y escenografías. La creación de escenarios le dio más tiempo para su propia pintura y le dio experiencia pintando panoramas, una forma de arte popular del siglo XIX. Comenzó a experimentar un éxito modesto como pintor de paisajes.
En 1886, Fournier asistió a una clase en la recién establecida Escuela de Arte de Minneapolis. La escuela estaba dirigida por el artista de Boston Douglas Volk, y Fournier pronto tomó lecciones privadas con él. Bajo la instrucción de Volk, Fournier desarrolló un sentido del color más sutil y un estilo más matizado.
Durante los siguientes tres años, Fournier se casó con su primera esposa Emma y tuvo dos hijos, Grace y Paul. También comenzó a mantener a su familia como artista a tiempo completo. Alquiló un estudio encima de una sastrería en el nº 412 de la Nicollet Avenue de Minneapolis.

## Carrera
Fournier fue invitado a viajar por el suroeste de Estados Unidos con el patrón H. Jay Smith en 1891. Después del viaje, Fournier pintó un aclamado mural panorámico de 50x12 pies que mostraba las viviendas de piedra de la región de Mesa Verde de Colorado que habían sido construidas por los habitantes de la zona los indios Pueblo. La panorámica se exhibió en la Exposición Colombina de 1893 en Chicago, donde miles de personas vieron el mural y escucharon a Fournier interpretarlo públicamente.

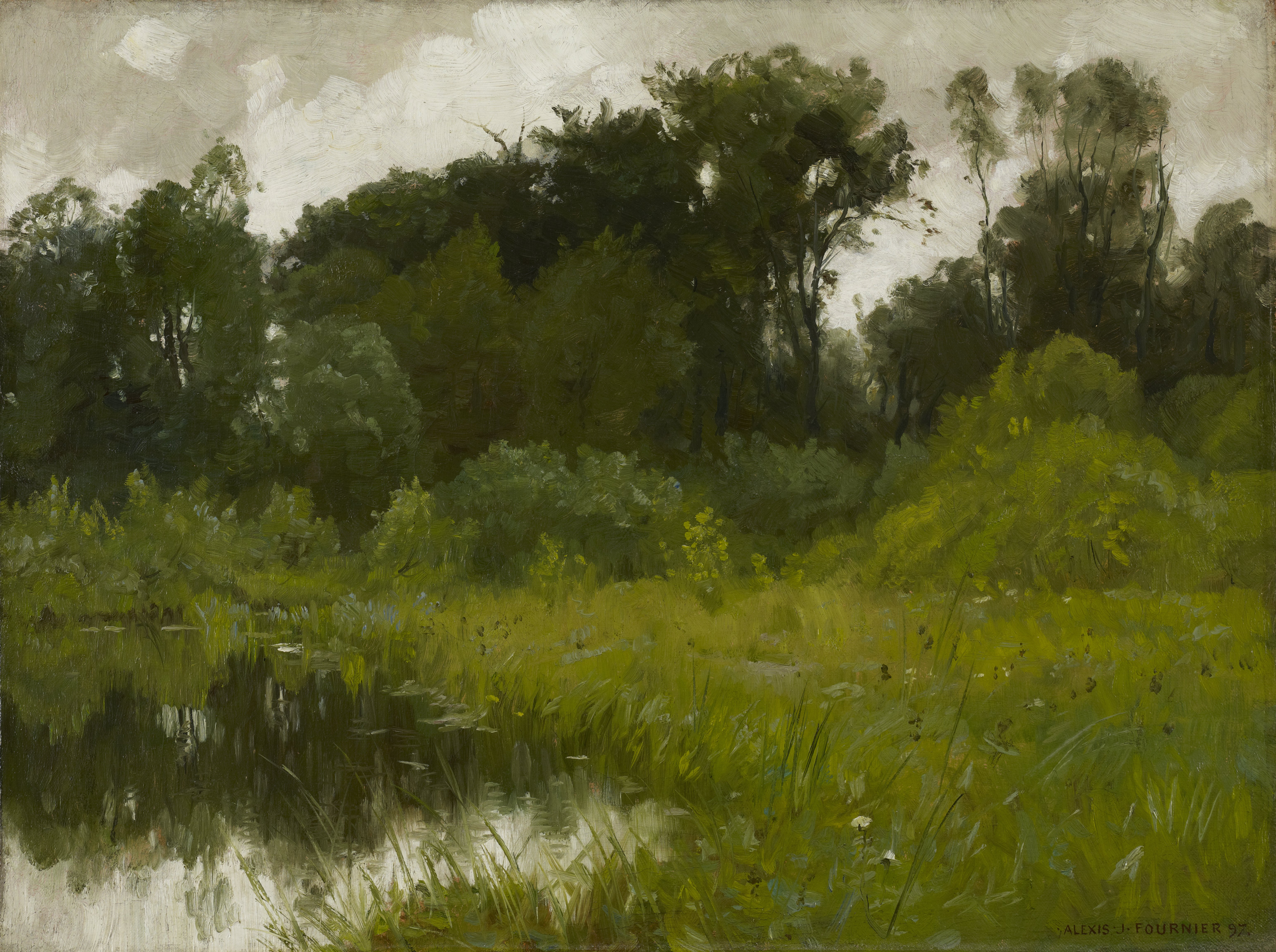
Después de la lluvia, en Minnehaha Creek (1897)

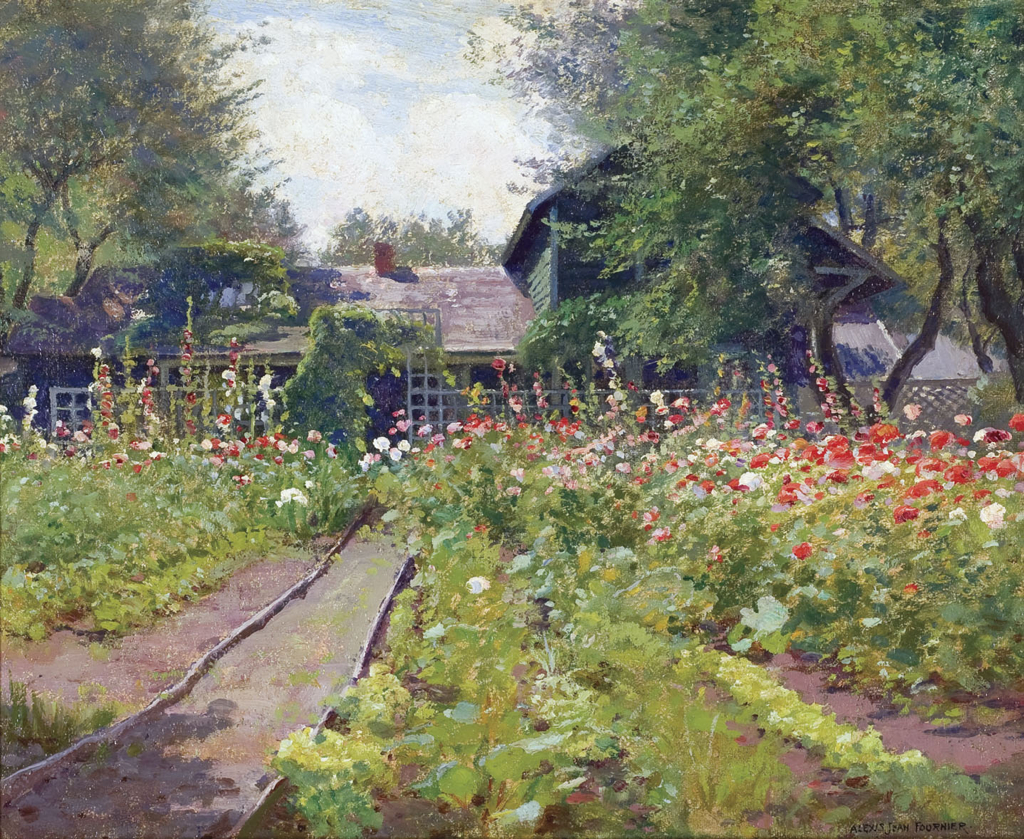
My Garden, Aurora N.Y

Continuando con su crecimiento como artista, en 1893, Fournier viajó a París donde estudió en la Académie Julian. Su viaje fue financiado por varios benefactores, incluido James J. Hill. En Francia, Fournier estuvo fuertemente influenciado por la escuela de Barbizon, un grupo de pintores franceses del siglo XIX que se sintieron atraídos por la pintura directa, al aire libre de paisajes naturales y el romanticismo.
Entre 1895 y 1901, Fournier realizó varios viajes más a París. En los intermedios, regresó a Minneapolis y continuó pintando los lugares de referencia de las Twin Cities. También se asoció con el movimiento Arts and Crafts, un renacimiento de las artes que enfatizaba las artesanías hechas a mano. El líder del movimiento Arts and Craft en Estados Unidos, John Scott Bradstreet, invitó a Fournier a pintar murales en los comedores de las Twin Cities que se le encargó decorar.

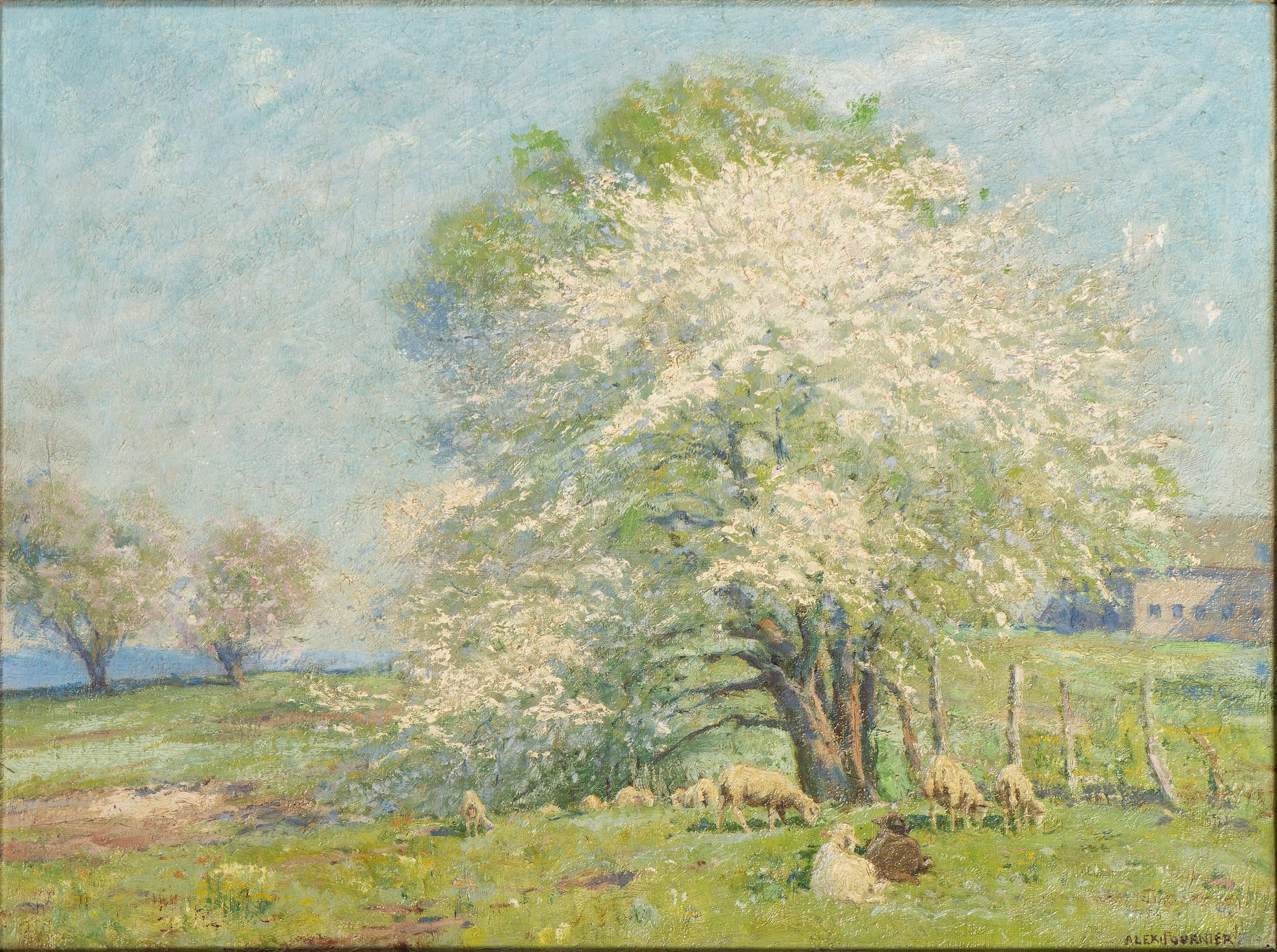
Spring Lambs por Alexis Jean Fournier, c. 1915

La conexión de Fournier con el movimiento Arts and Crafts se profundizó en 1903 cuando se mudó a East Aurora, Nueva York, hogar de la comunidad artística de Roycroft. La comunidad comenzó como una imprenta, pero evolucionó para incluir libros de arte, cerámica, trabajos en metal, joyería y muebles. El líder de la comunidad, Elbert G. Hubbard, había sido amigo de Fournier durante varios años. El traslado de Fournier a East Aurora se produjo después de que Hubbard lo invitara a ser el director de arte permanente de la comunidad de Roycroft.
Hubbard era un hombre extravagante y viajó por todo el país dando conferencias. Fournier, conocido por su personalidad encantadora y buen humor, acompañó a Hubbard en muchos de estos viajes y exhibió sus pinturas en las conferencias, llevando sus obras a una audiencia más amplia. A pesar de estos viajes y los muchos inviernos que pasó en Minneapolis, Fournier fue identificado públicamente con East Aurora y la comunidad de Roycroft.
La comunidad de Roycroft cambió en 1915 cuando Hubbard y su esposa murieron a bordo del Lusitania, un trasatlántico que fue famoso por ser torpedeado por los alemanes durante la Primera Guerra Mundial. Después del fallecimiento de su amigo, Fournier se acercó a un grupo de pintores regionales en el condado de Brown, Indiana. Influyó en su estilo, pero ellos también influyeron en el suyo. Sus pinturas de Indiana eran más brillantes e impresionistas que sus obras anteriores.
La primera esposa de Fournier murió y él vendió su casa en Minneapolis en 1921. Se mudó a Indiana al año siguiente, cuando se volvió a casar con una viuda cuyo esposo había estado vinculado a los artistas del condado de Brown. Continuó pasando los veranos en East Aurora. Después de la muerte de su segunda esposa en 1937, se mudó permanentemente a East Aurora y en 1941 se casó por tercera vez.
El 16 de enero de 1948, a la edad de ochenta y dos años, Fournier resbaló en una acera helada cerca de su casa y sufrió una fractura de cráneo. Llevado al Hospital Our Lady of Victory en Lackawanna, Nueva York, nunca recuperó el conocimiento y murió cuatro días después.
A través de sus pinturas de paisajes y su papel en el movimiento Arts and Crafts, Fournier tuvo una influencia duradera en el arte estadounidense. Sus obituarios lo reverenciaron como "el último de los pintores de Barbizon", ya que su estilo y admiración por el mundo natural llevaron la tradición de Barbizon hasta bien entrado el siglo XX. Sus pinturas se exhibieron en todo el mundo durante su vida y continúan exhibiéndose y coleccionándose. 